# 张家扬
张家扬（Patrick Teoh，1947年10月16日—） ，马来西亚演员、电台广播员及部落客，在该国英语社群中广为人知，在马来语和华语社群中也有不少支持者。他曾演出多部舞台剧、电视连续剧和电影，并获得多项国内外演艺奖项提名。在全盛时期，马来西亚多数的英语电台广告都由他作幕后配音，因此他也一度被称作“大马之声”。

## 生平简介
1947年10月16日，张家扬出生于马来西亚霹雳怡保。7岁那年，他患上小儿麻痹症，导致右脚行动稍微不便。中学毕业后，他加入丽的呼声广播电台，在该台从一名幕后撰稿员一直擢升至英语节目部主管，在广播事业上取得卓越成就。1984年，当马来西亚第三电视台启播时，张家扬受招揽成为该台其中一位最早的英语新闻播报员。当时，他也在一些迪斯科兼任唱片骑师（DJ），以及担任各种活动的司仪。
1980年代，张家扬开始参与剧团“艺人馆学院”（The Actors Studio）的剧场表演，随后他除了剧场以外，也陆陆续续演出一些电影和电视连续剧，主要是使用英语和马来语为表演媒介语。他曾参与演出的电影有《大榴梿》（The Big Durian）、《念你如昔》（Before We Fall In Love Again）、《过眼云烟》（Monday Morning Glory）等。凭着精湛的演出，他曾入围一些演艺奖项，比如：剧场界的戏炬奖、金马仑艺术奖（Cameronian Arts Awards）；电影界的马来西亚电影展（FFM）等。
2005年，张家扬开设个人部落格“Niamah！”（音同粤语脏话“你xx”），用嬉笑怒骂的部落格文章针砭国内时事，表达个人想法。与此同时，他也在杂志上撰写专栏文章“张氏理论”（Teohlogy），这让他开始有了一群固定的读者。2011年，他的专栏文章结集成书，迅速登上国内英文书籍畅销书排行榜。

## 外部衔接
- 张家扬部落格 Niamah!!!。
- 张家扬在互联网电影资料库（IMDb）上的資料（英文）
- 张家扬接受媒体访问 （页面存档备份，存于），上载于Youtube。